# Rudnik Zrinski
Rudnik Zrinski nalazi se blizu planinarskog doma „Grafičar” na Medvednici kod Zagreba u Hrvatskoj. Rudnik je davno zatvoren a javna ustanova Park prirode Medvednica omogućuje razgledanje.

## Povijest rudnika
Rudnik Zrinski se nalazi na lokalitetu “Rudarski vrt” u središnjem dijelu Parka na 800 m nadmorske visine. Petar Zrinski je 1463. godine zbog velikih zasluga dobio kraljevski rudarski privilegij od kralja Matije Korvina koji mu je omogućio rudarenje na Medvednici.

Na području „Rudarskog vrta“ pronađen je galenit, u kojem se kao primjesa nalazilo srebro, pa su rudari kopali hodnike u potrazi za srebrom. Rad u rudniku bio je veoma naporan. Desetine rudara su svaki dan u smjenama od 12 sati ručno iskopavali rudu koristeći čekiće, klinove, pijuke i lopate, dok je rudarske hodnike osvjetljavala titrava svjetlost uljanica. Usprkos njihovim nadljudskim naporima, ovaj rudnik nikada nije bio naročito bogat. Trebalo je istaliti čak tonu galenita da se dobije oko pola kilograma srebra (485 g).

Javna ustanova “Park prirode Medvednica” je 2002. godine započela s obnovom i prenamjenom nekadašnjeg rudnika u turističko-edukativne svrhe.

Zarušeni hodnici su otkopani, uvedena je rasvjeta, postavljena je drvena podgrada koja svojim izgledom odražava srednjovjekovan način rudarenja. Rudnik se sastoji od ulazne prostorije i rudarskih hodnika, koji su na pojedinim mjestima osigurani drvenom podgradom.

U ulaznoj prostoriji nalaze se slike iz knjige “De Re Metallica” autora Georgiusa Agricole. Postavljene su drvene skulpture rudara u prirodnoj veličini te je izložen rudarski alat. Uvedeno je ozvučenje – kapanje vode, udarci pijuka u stijenu, škripa drvenih tačaka i prigušeni razgovor rudara koji pojačavaju doživljaj srednjovjekovnog rudarenja. Rudnik je otvoren 04. XII. 2004. na dan Sv. Barbare. Do sada je rudnik posjetilo više od 50 000 posjetitelja, uglavnom školske djece.

Posjetitelji rudnika mogu saznati mnoštvo informacija o prirodnim, kulturno-povijesnim te o geološkim vrijednostima Medvednice. Rudnik je zaštićen kao kulturno dobro Republike Hrvatske.

Projekt prenamjene rudnika Zrinski može biti primjer kako se stari i napušteni rudnici mogu iskoristiti za turističke i kulturne svrhe te biti izvor znanja za ubuduće slične projekte. Istražnim radovima otkriveni su novi hodnici koji se namjeravaju urediti za posjećivanje.

## Rudnik u geološkom smislu
Stijene u središnjem dijelu Medvednice u kojima se nalazi rudnik Zrinski su svrstane u kompleks parametamorfnih stijena niskog stupnja metamorfizma, pretpostavljene paleozojske, odnosno devonsko-karbonske starosti. 
Izdvojeno je pet litostratigrafskih jedinica: dolomitni škriljavac, dolomit, slejt/filit, dolomit s granatom-skarn i dolomitizirani oolit. Najveći dio rudnika izgrađuje dolomit unutar kojeg su mjestimice u vidu uprskanja, ali najčešće duž pukotina i prslina pojavljuje galenit.

Recentna mikroskopska istraživanja su pokazala da se uz dominantni galenit i podređeni sfalerit u rudi u malim količinama nalaze i pirit, halkopirit i malahit, a od jalovinskih minerala kvarc, granat i tinjci.

Prema zapisu jedna tona galenita sadržavala je 485 g srebra. 